# Astana Arena
L'Astana Arena (en kazakh : Астана Арена) est un stade de football situé à Astana, Kazakhstan. 
Ce stade de 30 000 places accueille les matches à domicile du FK Astana. Il a pour particularité de posséder un toit-verrière rétractable. Le terrain est équipé d'une pelouse synthétique.

## Histoire
Le nom du stade reste Astana Arena en dépit du changement de nom de la capitale en 2019.

## Événements
- Jeux asiatiques d'hiver de 2011
- Match de la Ligue des champions Astana - Galatasaray le 30 septembre 2015[2], qualifié d'« historique » par le maire de la ville[3]

### Archives vidéographiques
- Visite du stade : « Имиджевый ролик СК "Астан Арена" »(Archive.org • Wikiwix • Archive.is • Google • Que faire ?), sur astanaarena.kz (consulté le 19 mars 2015)